# SOCRATES
SOCRATES — это мнемоническая аббревиатура, используемая службами неотложной медицинской помощи и другими медицинскими работниками в англоязычных странах для оценки характера боли, которую испытывает пациент.

## Значение аббревиатуры
Аббревиатура используется медицинскими работниками, для того, чтобы получить представление о боли, испытываемой пациентом и разработать план дальнейших действий. В русскоязычных странах для анамнеза не применяется.
- S (Site, местоположение) — Где болит? В каком участке болит наиболее сильно?
- O (Onset, происхождение) — В какой момент началась боль, было ли ее появление внезапным или постепенным?
- С (Character, характер) — Как болит? По характеру боль оценивают как острую, тупую, колющую, режущую, давящую, жгучую, ноющую.
- R (Radiation, наличие реперкуссионной, отраженной боли) — Отдается ли боль в другие места, если да, то в какие?
- А (Associations, ассоциации) — Есть ли какие-либо другие симптомы, наблюдаемые во время боли?
- T (Time course, поведение во времени) — Как давно началась боль? Усиливалась ли боль со временем или наоборот, ослабевала?
- E (Exacerbating/relieving factors, усиливающие или ослабляющие факторы) — В зависимости от чего боль усиливается или ослабевает? По продолжительности и периодичности боли могут быть постоянными, пароксизмальными, связанными с временем суток, сезонами года, физической нагрузкой, позой тела, с определенными движениями (например, с дыханием, ходьбой), приемом пищи, актами дефекации или мочеиспускания и т.д.[3]
- S (Severity, тяжесть) — Насколько сильна боль?